# Præsidentvalget i USA 1816
Præsidentvalget i USA 1816 var det ottende præsidentvalg i USA, der blev afholdt fra den 1. november til den 4. december 1816. Det var det første valg, efter afslutningen på den britisk-amerikanske krig i 1812. Ved valget besejrede den demokratisk-republikanske kandidat James Monroe føderalisten Rufus King. Valget var det sidste, hvor føderalistpartiet stillede op med en præsidentkandidat.
Eftersom præsident James Madison valgte at gå på pension efter at have tjent to valgperioder, holdt de demokratisk-republikanere et partikonvent i marts 1816. Med støtte fra Madison og tidligere præsident Thomas Jefferson besejrede udenrigsministeren Monroe krigsministeren William H. Crawford og blev partiets præsidentkandidat. Guvernøren Daniel D. Tompkins fra New York vandt den demokratisk-republikanske nominering som vicepræsident og fortsætter partiets tradition med at balancere en præsidentkandidat fra Virginia med en vicepræsidentkandidat fra enten New York eller New England. Føderalisterne nominerede ikke formelt nogle kandidater, men senator Rufus King fra New York blev partiets de facto præsidentkandidat.
De foregående fire år med amerikansk politik var domineret af konsekvenserne og efterdønningerne af den britisk-amerikanske krig i 1812. Resultatet af krigen og den dertilhørende fredsaftale (Gent-traktaten), som blev indgået i 1815, var tilfredsstillende for det amerikanske folk, og de demokratisk-republikanske folk tog æren for resultaterne. Føderalisterne blev kritiseret for at have modarbejdet krigen. Herunder blev de kritiseret for, at føderalister fra New England havde haft en radikal retorik ved Hartford Konventionen. Præsident Madison havde også vedtaget visse foranstaltninger, der var populære blandt føderalisterne, herunder en nationalbank og beskyttende told. Føderalisterne havde ikke meget at føre valgkamp på, og Monroe vandt let valgmandskollegiet og 16 af de 19 delstater.

## Diverse værker
Amerikanske kongresdokumenter
- 30 Annals of Cong. 944 – 949 (1817)
- Lov af 19. april 1816, kap. 57, 3 Stat. 289
- Resolution af 11. december 1816, res. 1, 3 Stat. 399

Bøger
- Howe, Daniel (2007). What Hath God Wrought: The Transformation of America, 1815–1848. Oxford University Press. ISBN 978-0-19-507894-7.
- "Official Name and Status History of the several States and U.S. Territories, an Explanation". The Green Papers. 2001. Hentet 18. december 2005.
- "A Historical Analysis of the Electoral College". The Green Papers. Hentet 20. marts 2005.

Andet
- Kilde (afstemning): Electoral College Box Scores 1789–1996.  De amerikanske nationalarkivers officielle webside.  (July 30, 2005). Rigsarkiv- og arkivforvaltningen . Hentet 30. juli 2005 .

## Eksterne links
- Præsidentvalg i 1816 og 1820: En ressourcevejledning fra Library of Congress
- A New Nation Votes: American Election Returns, 1787-1825
- Valg af 1816 i Counting the Votes Arkiveret 22. december 2019 hos  Wayback Machine